# São Cristóvão FC
São Cristóvão FC was een Braziliaanse voetbalclub uit São Cristóvão in de staat Sergipe.

## Geschiedenis
De club werd opgericht in 2005 en werd een jaar later vicekampioen in de Série A2 van het Campeonato Sergipano, waardoor ze promoveerden naar de hoogste klasse. Daar speelde de club drie seizoenen alvorens te degraderen. De club nam in 2010 niet meer aan de competitie deel.